# Abstammungslinie
Abstammungslinie (veraltet: Blutlinie, kurz auch Linie) bezeichnet in der Biologie die direkte Reihe, in der Vorfahren und ihre Nachkommen miteinander blutsverwandt sind; dabei wird zwischen der weiblichen und der männlichen Abstammungslinie unterschieden (maternal / paternal). Die Linien können in aufsteigender Folge betrachtet werden: die Vorfahrenschaft (Aszendenz) – oder in absteigender Linie: die Nachkommenschaft (Deszendenz).

## Genealogie
Die Familiengeschichtsforschung (Genealogie) benutzt die Bezeichnung manchmal im Sinne von Stammlinie (Mannesstamm), die Ethnosoziologie manchmal in Zusammenhang mit Abstammungsregeln.

## Evolution
In der Genetik kann die weibliche Abstammungslinie über die DNA der Mitochondrien ermittelt werden, die männliche Abstammungslinie über das Y-Chromosom. In beiden Fällen handelt es sich um Abschnitte der DNA, die ohne Rekombinationen von Generation zu Generation weitervererbt werden: bei weiblichen Individuen von der Mutter an die Töchter, bei männlichen vom Vater an die Söhne.
Durch die Analyse von Abstammungslinien kann die archäologische Vererbungslehre (Archäogenetik) die genetische Entwicklungsgeschichte einer biologischen Art rekonstruieren; auf den Menschen bezogene Modelle sind unter anderem die Eva der Mitochondrien, der Adam des Y-Chromosoms oder der Aaron des Y-Chromosoms.

## Medizin
Die weibliche und die männliche Abstammungslinie sind medizinisch in Hinblick auf Erbkrankheiten von Bedeutung, beispielsweise bei der humangenetischen Beratung. Deshalb strebt die moderne Familienforschung nach umfangreichen, alle Abstammungslinien umfassenden Ahnenlisten – anstelle von paternalen Stammlinien, die nur auf die männliche Seite der Abstammung bezogen sind.
Verfahren zur Verwandtschaftsbestimmung werden auch in der Forensik eingesetzt.

## Zelldifferenzierung
Zur Untersuchung von Zelldifferenzierungen kann ebenfalls die Abstammungslinie der Zellen bestimmt werden, so zur Determination der Herkunft von T-Zellen aus ihren Vorläufern oder zur Bestimmung der Ausgangszellen eines Tumors.